# Liste der Monuments historiques in Bernon
Die Liste der Monuments historiques in Bernon führt die Monuments historiques in der französischen Gemeinde Bernon auf.

## Liste der Objekte
| Bezeichnung                           | Beschreibung                           | Standort                         | Kennzeichnung | Schutzstatus | Datum | Bild |
| ------------------------------------- | -------------------------------------- | -------------------------------- | ------------- | ------------ | ----- | ---- |
| Kirchenfenster                        | aus dem 16. Jahrhundert; zerstört      | in der Kirche St-Winebaud (Lage) | PM10000253    | Classé       | 1913  |      |
| Skulpturengruppe Unterweisung Mariens | Kalkstein, übertüncht, 16. Jahrhundert | in der Kirche St-Winebaud (Lage) | PM10000252    | Classé       | 1908  |      |
| Skulptur Heiliger Winebald            | Kalkstein, übertüncht, um 1600         | in der Kirche St-Winebaud (Lage) | PM10000254    | Classé       | 1988  |      |
| Skulptur Madonna mit Kind             | Kalkstein, übertüncht, um 1600         | in der Kirche St-Winebaud (Lage) | PM10000251    | Classé       | 1908  |      |